# Дегнажен
Дегнажен (*кін. IX ст.) — цар Аксуму. Його тронне ім'я було Анбеса-Иддим.

## Життєпис
Посів трон після смерті царя Ведем-Асфара. На цей час Аксумське царство зменшилося до невеликої частини, основою якого було Ефіопське нагір'я. Дегнажен керував військовими походами на південь до Еннареї і керував місіонерською діяльністю в високогір'ях Ангота і сучасного регіону Амхара.
Згідно з переказом перед смертю цар просив абуна (митрополита) Петроса вирішити, який з двох його синів повинен стати його наступником. Абуна Петрос обрав Діл-На'ода, але, як кажуть, засмучений цим рішенням Анбеса-Ведем підкупив єгипетського ченця Мінаса, щоб той вирушив до Олександрії і переконав Косму II, патріарха Олександрійського, відсторонити абуна Петроса, щоб Анбаса-Ведем зміг зайняти трон. Мінас повернувся з підробленими документами про призначення його абуна і благословив Анбесу-Ведема на царство. Після цього прихильники Діл-На'ода зібрали війська і скинули Анбесу-Ведема; дізнавшись правду, патріарх Косма відлучив від церкви Мінаса, але на той час той вже помер.